# Kyatanakeri, Hirekerur
Kyatanakeri là một làng thuộc tehsil Hirekerur, huyện Haveri, bang Karnataka, Ấn Độ.